# Jeff Bridges
Jeffrey Leon Bridges (n. 4 decembrie 1949, Los Angeles) este actor american, muzician, producător, fotograf, caricaturist, povestitor și, ocazional, viticultor. Vine dintr-o familie de actori și a avuit primul său rol televizat în 1958, copil fiind, alături de tată (Lloyd Bridges) și fratele său (Beau). A câștigat în 2010 Premiul Oscar pentru rolul său din filmul Crazy Heart, având alte patru nominalizări (nefructificate) la premiile Academiei Americane. Printre cele mai notabile filme ale sale se pot enumera Ultimul spectacol cinematografic, Tron, Starman, The Fabulous Baker Boys, The Fisher King, Fearless, Marele Lebowski, The Contender, Iron Man și Crazy Heart.

## Date biografice
Jeffrey Bridges s-a născut la Los Angeles, California, ca fiu al lui Dorothy Bridges și al actorului Lloyd Bridges. Are doi frați mai mari, Beau și Garrett, și o soră mai mică, Lucinda. Garrett a murit în 1948, ceea ce a condus la o relație strânsă cu celălalt frate al său, actorul Beau Bridges, care a devenit în timp un tată surogat, atunci când părintele lor era ocupat. El și frații săi au crescut la Holmby Hills.
Bridges, care este de asemenea unchiul actorului Jordan Bridges, s-a căsătorit cu Susan Geston în 1977. S-au întâlnit la filmările peliculei Rancho Deluxe realizate într-un ranch unde Geston lucra.
Au trei fete, Isabelle (născută în 1981), Jessica Lily (născută în 1983) și Hayley Roselouise (născută în 1985). Bridges este de asemenea cunoscut ca un fumător de canabis; într-un interviu, a admis că a fumat marijuana în timpul filmărilor la The Big Lebowski.

## Viața personală
Bridges s-a căsătorit cu Susan Geston în 1977. Pe 19 octombrie 2020, Bridges a anunțat că a fost diagnosticat cu limfom și a trecut prin chimioterapie. Bridges a anunțat, de asemenea, că a contractat COVID-19 în timp ce era în tratament și a remarcat că a fost o experiență dificilă despre care a spus că a făcut cancerul „să arate ca o bucată de tort”. El a spus că acum este complet vaccinat împotriva COVID-19.

## Filmografie
- The Company She Keeps (1951)
- The Yin and Yang of Mr. Go (1970)
- Halls of Anger (1970)
- 1971 Ultimul spectacol cinematografic (The Last Picture Show), regia Peter Bogdanovich
- 1972 Paradisul (Fat City), regia John Huston
- Bad Company (1972)
- Lolly-Madonna XXX (1973)
- The Last American Hero (1973)
- The Iceman Cometh (1973)
- Thunderbolt and Lightfoot (1974)
- Hearts of the West (1975)
- Rancho Deluxe (1975)
- Stay Hungry (1976)
- King Kong (1976)
- Somebody Killed Her Husband (1978)
- Winter Kills (1979)
- The American Success Company (1980)
- Heaven's Gate (1980)
- Cutter's Way (1981)
- Tron (1982)
- Ultimul inorog (1982) (voce)
- Kiss Me Goodbye (1982)
- Against All Odds (1984)
- Omul din stele (1984)
- Jagged Edge (1985)
- 8 Million Ways to Die (1986)
- The Morning After (1986)
- Nadine (1987)
- Tucker: The Man and His Dream (1988)
- See You in the Morning (1989)
- Cold Feet (1989) (Cameo)
- The Fabulous Baker Boys (1989)
- Texasville (1990)
- Picture This: The Times of Peter Bogdanovich in Archer City, Texas (1991) (documentar)
- The Fisher King (1991)
- American Heart (1992)
- The Vanishing (1993)
- Fearless (1993)
- Blown Away (1994)
- Sălbaticul Bill (Wild Bill, 1995)
- White Squall (1996)
- The Mirror Has Two Faces (1996)
- Hidden in America (1996)
- The Big Lebowski (1998)
- Arlington Road (1999)
- The Muse (1999)
- Simpatico (1999)
- The Contender (2000)
- Scenes of the Crime (2001)
- K-PAX (2001)
- Lost in La Mancha (2002) (documentar) (narator)
- Lewis & Clark: Great Journey West (2002) (scurtmetraj) (narator)
- Masked and Anonymous (2003)
- Seabiscuit (2003)
- The Door in the Floor (2004)
- Final Cut: The Making and Unmaking of Heaven's Gate (2004) (documentar)
- Backstage at the Bowl (2005) (documentar) (narator)
- The Amateurs (cunoscut și ca The Moguls, 2005)
- Tideland (2005)
- Stick It (2006)
- Chasing the Lotus (2006) (documentar) (narator)
- Surf's Up (2007) (voce)
- A Dog Year (2008)
- Iron Man (2008)
- How to Lose Friends & Alienate People (2008)
- The Open Road (2008)
- Crazy Heart (2009)
- The Men Who Stare at Goats (2009)
- The Giver (2010)
- Tron Legacy (2010)
- True Grit (2010)
- A Place at the Table (2012) (documentar)
- Ted (2012)
- R.I.P.D. (2013)
- Pablo (2013) (narator, Profesorul)
- The Giver (2014)
- Seventh Son (2015)
- Hell or High Water (2016)
- The Only Living Boy in New York (2017)
- Kingsman: Cercul de Aur (2017)
- Only the Brave (2017)
- Vremuri grele la El Royale (2018)